# Ähriger Erdbeerspinat

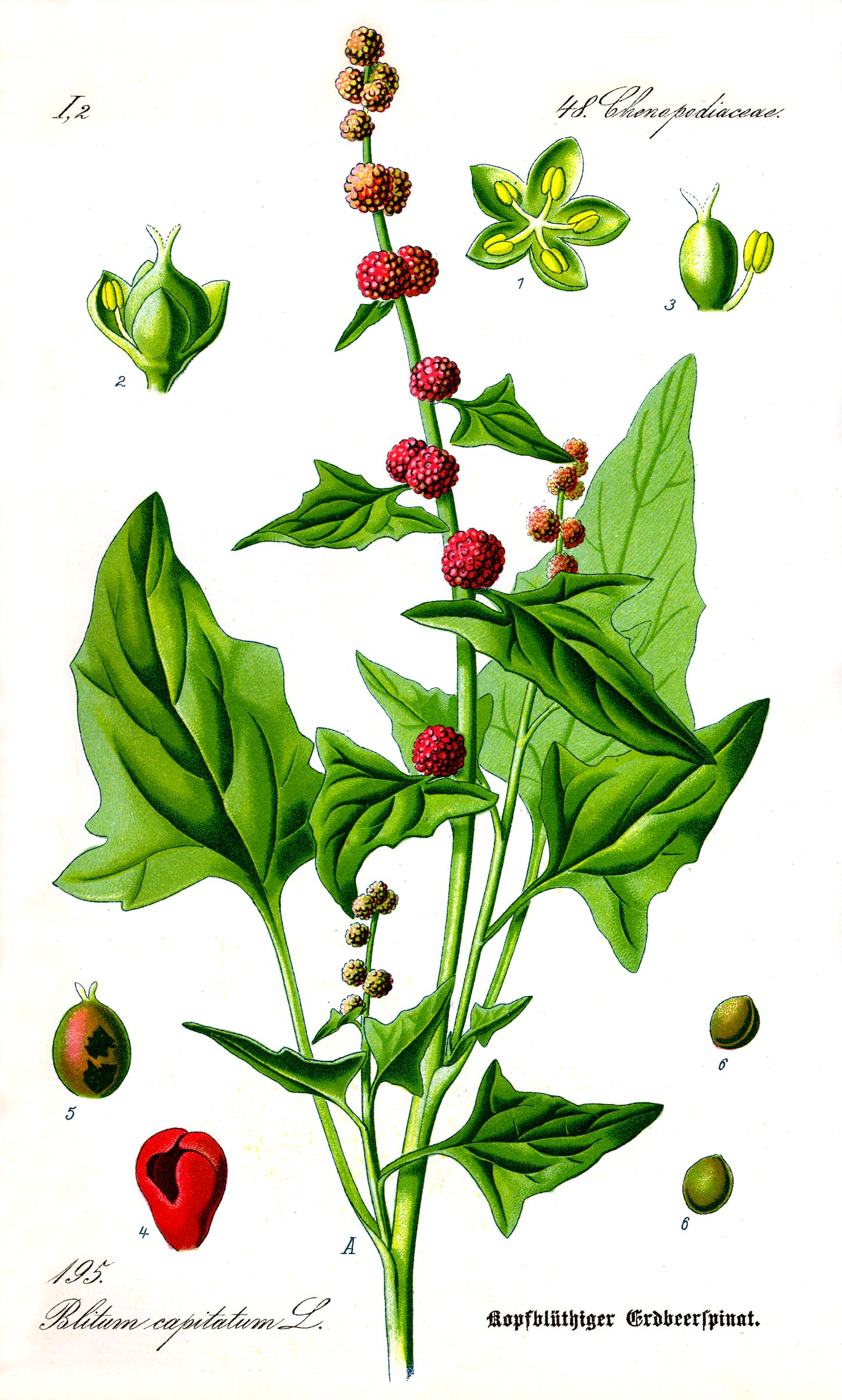
Ähriger Erdbeerspinat, Illustration

Der Ährige Erdbeerspinat (Blitum capitatum, Syn.: Chenopodium capitatum), auch Kopfiger Erdbeerspinat genannt, ist eine alte Gemüseart aus der Gattung Blitum in der Familie der Amaranthaceae. Der deutsche Name kommt vom Aussehen der roten Früchte. Die Blätter werden wie Spinat verwendet, die in den Blattachseln wachsenden hellroten Früchte sind essbar. Weder Blätter noch Früchte schmecken nach Erdbeeren.

## Beschreibung
Diese einjährige Pflanze erreicht eine Wuchshöhe von 20 bis 60, manchmal bis 80 Zentimetern und bildet eine grundständige Blattrosette aus. Die ganze Pflanze ist kahl oder leicht mehlig bestäubt. Die Stängel sind aufrecht oder aufsteigend, einfach oder verzweigt. Die Blätter sind drüsenlos und kahl. Die untersten Blätter sind lang gestielt. Die Blattspreiten sind dreieckig bis spießförmig, leicht gezähnt oder ganzrandig, bis zu sieben Zentimeter lang und unterseits grünlich.
Die Blüten stehen in achselständigen, kugeligen, himbeerähnlichen Knäueln. Sie sind scharlach- oder dunkelrot und werden zur Fruchtreife fleischig. Die Tragblätter sind ganzrandig und fehlen an den oberen Knäueln. Die Form der Blütenknäuel ist eine Scheinähre. Die Blütenstiele und die Blütenhülle sind kahl. Es gibt drei bis fünf Blütenhüllblätter, die anfangs krautig sind. Sie sind zu einem Viertel bis einem Drittel verwachsen. Die Zahl der Staubblätter ist 0 oder 1. Blütezeit ist Juni bis August. Die Blüten sind proterogyn und werden vom Wind bestäubt (Anemogamie). Kreuzbestäubung mit anderen Arten ist möglich, wenn sie in der Nähe stehen.
Das Fruchtknäuel ist fünf bis zehn Millimeter dick. Die Früchte sind rot, saftig und fleischig und erinnern an Maulbeeren. Der Samen ist 0,8 bis 1 Millimeter lang und 0,6 bis 0,9 Millimeter breit, eiförmig bis ellipsoidisch und am Grund gekielt. Die Samenverbreitung erfolgt durch Tiere (Endozoochorie, Epizoochorie) und den Menschen (Hemerochorie).
Die Chromosomenzahl beträgt 2n=18.

## Vorkommen
In Europa kommt die Art wild in Spanien, Italien, am Balkan sowie von Frankreich bis Südskandinavien, Finnland und Südrussland vor, wächst jedoch nirgends in natürlicher Vegetation. In Nordamerika ist die Art in den Rocky Mountains etwa sehr häufig und wächst an nassen, schattigen Ufern von Flüssen und Seen, sowie als Unkraut in Kulturland. Sie steigt in Newmexico bis 2700 Meter Meereshöhe auf. 
Eine Heimat in Amerika und menschliche Verbreitung nach Europa ist daher sehr wahrscheinlich. Nach POWO kommt er in Nordamerika von Alaska und Kanada und den Vereinigten Staaten südlich bis Kalifornien vor. In Mitteleuropa ist die Art nur selten und wird auch nur selten angepflanzt. Verwildert wächst sie an Ruderalstellen auf frischen, nährstoffreichen Lehmböden der collinen bis montanen Höhenstufe. Sie gedeiht in Gesellschaften der Klasse Chenopodietea.
In der Schweiz wird die Art als stark gefährdet eingestuft. Die ökologischen Zeigerwerte nach Landolt et al. 2010 sind in der Schweiz: Feuchtezahl F = 2+ (frisch), Lichtzahl L = 4 (hell), Reaktionszahl R = 3 (schwach sauer bis neutral), Temperaturzahl T = 4+ (warm-kollin), Nährstoffzahl N = 5 (überdüngt), Kontinentalitätszahl K = 4 (subkontinental).

## Herkunft und Geschichte
Als Herkunft wird Südeuropa und der Orient gesehen. In Europa ist die Art archäobotanisch nicht nachgewiesen. Auch fehlt die auffällige Pflanze bei allen antiken Autoren wie auch in mittelalterlichen Pflanzenverzeichnissen. Die erste Erwähnung ist in der Rariorum Plantarum Historia des Carolus Clusius von 1601, der sie als Atriplex sylvestrix bacciferae bezeichnet, als „beerentragende wilde Melde“. Seinen Angaben nach bekam er Samen davon aus Spanien. Über verschiedene botanische Gärten gelangte der Erdbeerspinat in die Privatgärten, wo die Blätter als Spinatgemüse genutzt wurden. Der Erdbeerspinat dürfte aber bald vom Echten Spinat verdrängt worden sein. Zur Mitte des 19. Jahrhunderts wurde der Erdbeerspinat nicht mehr als angebaute Nutzpflanze geführt. Um 1900 wurde Erdbeerspinat nur selten im Anbau gefunden. Auch heute wird er fast nur als Rarität und zur Zierde wegen der roten Beeren angebaut. Durch Züchter wurde diese Gemüseart kaum selektiert.

## Systematik
Die Erstbeschreibung erfolgte 1753 durch Carl von Linné unter dem Namen Blitum capitatum in Species Plantarum Band 1, Seite 4. Linné fasste diese Art und den Echten Erdbeerspinat mit fleischigen Früchten in einer eigenen Gattung Blitum zusammen. Francesco Ambrosi stellte den Ährigen Erdbeerspinat 1857 als Chenopodium capitatum in die Gattung Chenopodium (in: Flora del Tirolo Meridionale Band 2, S. 180). Nach neueren molekulargenetischen Untersuchungen ist der Ährige Erdbeerspinat näher mit der Gattung Spinacia verwandt als mit den Gänsefüßen (Chenopodium) im engeren Sinne. Daher trennten Fuentes-Bazan et al. (2012) ihn von der Gattung Chenopodium ab und stellten ihn wieder in die Gattung Blitum. Diese wird zusammen mit Spinacia in die Tribus Anserineae gruppiert.
Synonyme zu Blitum capitatum L., die auf demselben Typusexemplar beruhen, sind Blitum virgatum var. capitatum (L.) Coss., Germ. & Wedd., Chenopodium capitatum (L.) Ambrosi, Chenopodium capitatum (L.) Asch. und Morocarpus capitatus (L.) Scop. Als weitere Synonyme gelten Blitum petiolare Link, Blitum tataricum Mill., Blitum terminale Stokes sowie Chenopodium capitatum var. parvicapitatum S.L.Welsh.

## Nutzung

### Anbau und Ernte
Ausgesät wird von März bis April. Im Frühjahr kann die Bedeckung mit Vlies zur Verfrühung vorteilhaft sein. Kann aber auch noch bis im Juli in mehreren Aussaaten erfolgen, um immer wieder von jungen Pflanzen ernten zu können. Bester Standort ist ein leichter humoser Boden in voller Sonne oder leichtem Schatten. Er wächst aber auch auf allen anderen normalen Böden. Staunässe und komprimierte Böden sind nicht ideal. Die Keimdauer beträgt 5 bis 6 Tage, nach Vogel aber auch bis 20 Tage. Der Abstand der Pflanzen beträgt am besten 15 bis 20 cm mal 15 bis 20 cm. Dies kann man variieren zu 25 bis 35 cm Abstand der Reihen. Gleichzeitig sollte in der Reihe auf 8 bis 15 cm ausgedünnt werden, damit die Pflanzen genug Platz zum Wachsen haben. Die Saat wird mit 2–3 cm Erde bedeckt. Für eine Are werden 20 g Saatgut benötigt. Ausgedünnt wird bei einer Pflanzengröße von 5 cm. Die durch Ausdünnen gewonnenen Pflanzen eignen sich nicht gut zum Verpflanzen, weil dies Erdbeerspinat nicht gut toleriert. Während der Kultur ist lediglich dafür zu sorgen, dass Konkurrenzkräuter nicht überhandnehmen. Erdbeerspinat bevorzugt wie Raps, Kürbis oder Buchweizen Nitrat-Stickstoff. Sonst ist die Pflege der von normalem Spinat ähnlich. Bei großer Trockenheit sollte bewässert werden, das fördert das ständige Wachstum. So sind laufend junge Blätter erntbar, bis die Blüte einsetzt. Die erste Ernte ist nach 10 bis 12 Wochen möglich. In der Literatur werden Erträge von 80 bis 150 dt angegeben. Der Ertrag von einer Solitärpflanze kann bis 2 kg betragen. Die Pflanze kann bis in den späten Herbst hinein stehen bleiben, wobei dann zuerst die Früchte, dann die restlichen Blätter geerntet werden. Frost bis −10 °C wird ertragen. Erdbeerspinat samt sich selbst aus und kommt das nächste Frühjahr ohne Probleme wieder.

### Vermehrung
Vermehrt wird generativ über Samen. Erdbeerspinat ist Windbestäuber. Samen werden geerntet, wenn die Früchte orange bis rot sind. Die Beeren werden zu einer Maische zerkleinert und mit Wasser angerührt. Die Samen, die auf den Grund fallen, sind für die Weitervermehrung besser geeignet.

### Krankheiten und Schädlinge
Da Erdbeerspinat nicht gewerblich auf großen Flächen angebaut wird, halten sich Krankheiten und Schädlinge in Grenzen. Möglich sind fast alle Krankheiten, die auch bei den anderen Gänsefußgewächsen (Chenopodiaceae) wie zum Beispiel dem Spinat vorkommen.

## Verwendung

### Nahrungsmittel
- Küche: Die Blätter der ganzen Rosette werden genutzt als gekochter Sommerspinat. Die essbaren roten Beeren sind zwar genießbar, aber wenig schmackhaft.[4] In Salaten wird Erdbeerspinat auch roh gegessen.[3]
- Lagerung: Gelagert wird Erdbeerspinat im Kühlschrank in einer Plastikfolie oder generell bei 0 bis 1 °C und 95 % relativer Luftfeuchte. Damit lässt er sich etwa eine Woche lagern. Wie Spinat eignet er sich auch zum Einfrieren.[20]

### Zierpflanze
Aufgrund des Zierwerts wird Erdbeerspinat auch oft als Zierpflanze zu dekorativen Zwecken angebaut.

### Medizinische Bedeutung
- Skorbut: Junge Blätter von Erdbeerspinat sind reicher an Vitamin C als Spinat und dienten früher gegen diese Mangelerkrankung.[23]
- Abführend: Die gekochten und zu Brei verkleinerten Blätter wirken ganz wenig abführend.[23]
- Schmerzlinderung: Die gekochten Blätter wurden von Indianern Nordamerikas auch zur Linderung von Zahnschmerzen und Rheuma benutzt.[23]

## Trivialnamen
Für den Ährigen Erdbeerspinat bestehen bzw. bestanden auch die weiteren deutschsprachigen Trivialnamen: Beermelde, Spanische Erdbeere (Pinzgau), Erdbeermelde, Erdbeermeyer, Erdbeerspinat, Gänssfuß, Hahnenkamm, Meyer, Schminkbeere, Steyr (althochdeutsch), Stier (althochdeutsch), Stir (althochdeutsch), Stur (althochdeutsch) und Sture (althochdeutsch).